# Liudmila Samsonova
Liudmila Dmitrievna Samsonova (în rusă Людмила Дмитриевна Самсонова, transliterat: lʲʊdˈmʲiɫə sɐmˈsonəvə; n. 11 noiembrie 1998, Olenegorsk⁠(d), Regiunea Murmansk, Rusia) este o jucătoare rusă de tenis. Ea a concurat pentru Italia din 2014 până în 2018. Cea mai înaltă poziție în clasamentul WTA la simplu este locul 12 mondial, în februarie 2023, iar la dublu locul 40 mondial, în iunie 2023. A câștigat primul ei titlu pe Circuitul WTA la German Open 2021, un turneu de nivel WTA 500; în total a câștigat cinci titluri WTA. De asemenea, a câștigat un total de șase titluri pe Circuitul ITF. La Cupa Billie Jean King 2020–21, Samsonova a condus Rusia la primul lor titlu din 2008, câștigând toate cele cinci meciuri atât la simplu, cât și la dublu.

## Legăuri externe
- Liudmila Samsonova la Women's Tennis Association
- Profil ITF pentru Liudmila Samsonova
- Liudmila Samsonova pe site-ul Fed Cup